# Coca-Cola Norsa
Coca-Cola Norsa é uma empresa de bebidas brasileira, parceira da The Coca-Cola Company.
Fundada em 1998 a partir da aliança dos envasadores e distribuidores da Coca-Cola Company da Região Nordeste do Brasil, a Norsa produz o mesmo portfólio da Coca-Cola, com algumas exclusividades, como o refrigerante Crush.
A empresa conta com cinco fábricas: Maracanaú (Ceará), Simões Filho (Bahia), Vitória da Conquista (Bahia, Teresina (Piauí) e Macaíba (Rio Grande do Norte), que produzem refrigerantes, chás, sucos, isotônicos, energéticos, hidrotônicos, cervejas (Heineken) e águas.
Em 2007, a Coca-Cola Norsa comprou a empresa RC Cola.